# الحزب الديمقراطي الاجتماعي (رومانيا)
الحزب الديمقراطي الاجتماعي (بالرومانية: Partidul Social Democrat )‏ هو حزب سياسي روماني، أسس في 16 يناير 2001، يقع مقره في Șoseaua Kiseleff ‏، وقد بلغ عدد أعضائه 509,000 في 2014.

## معرض صور

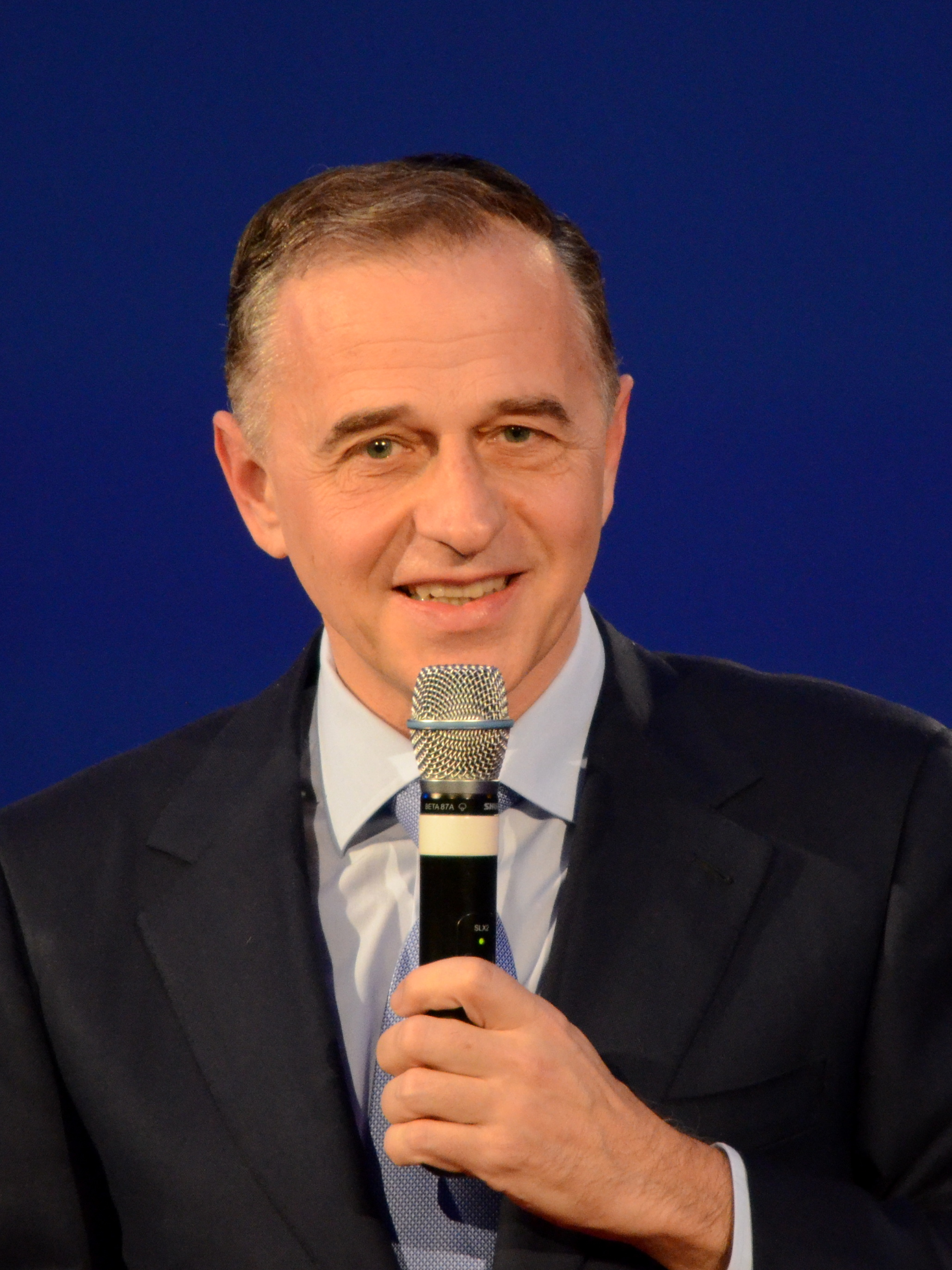
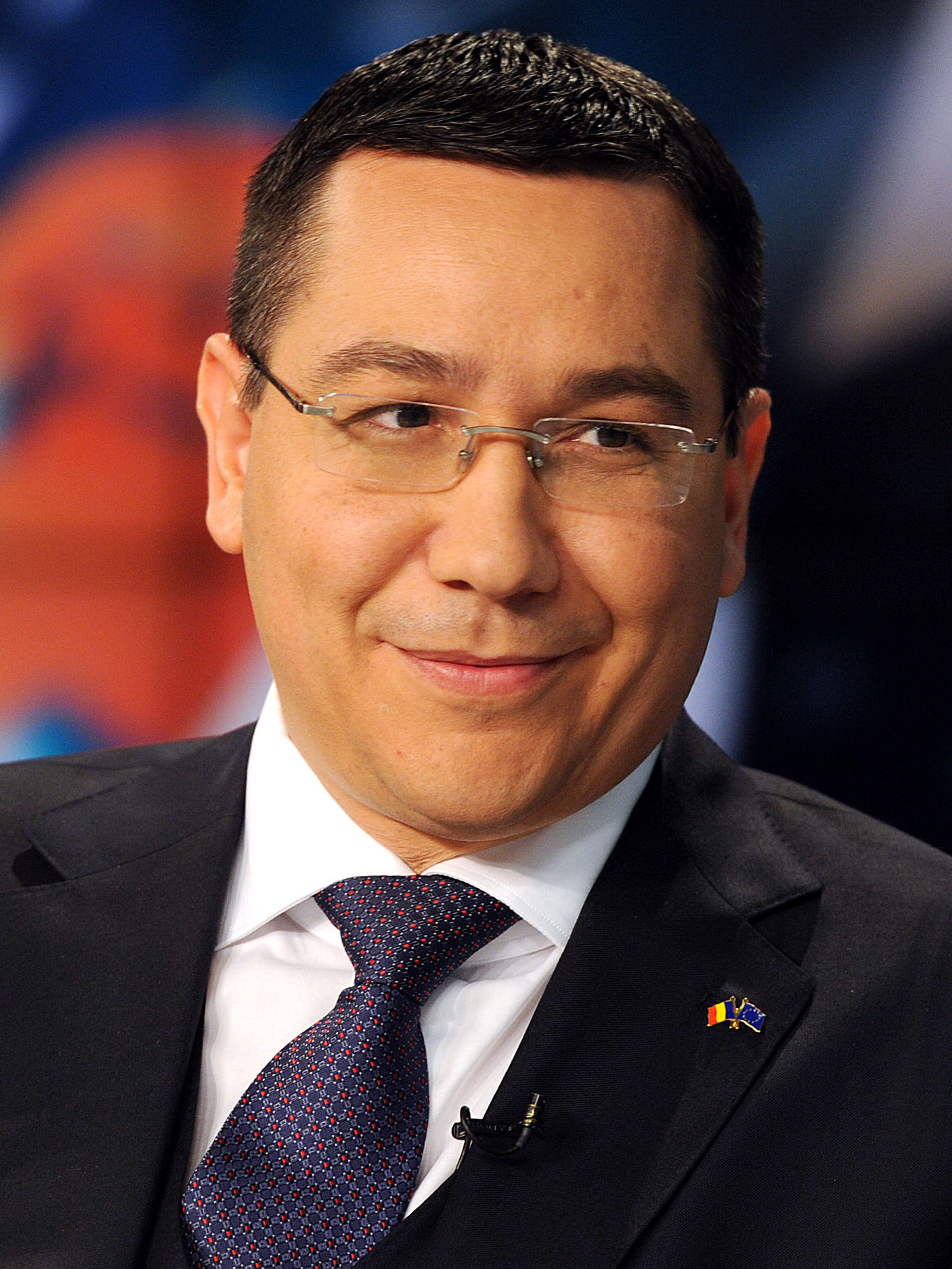
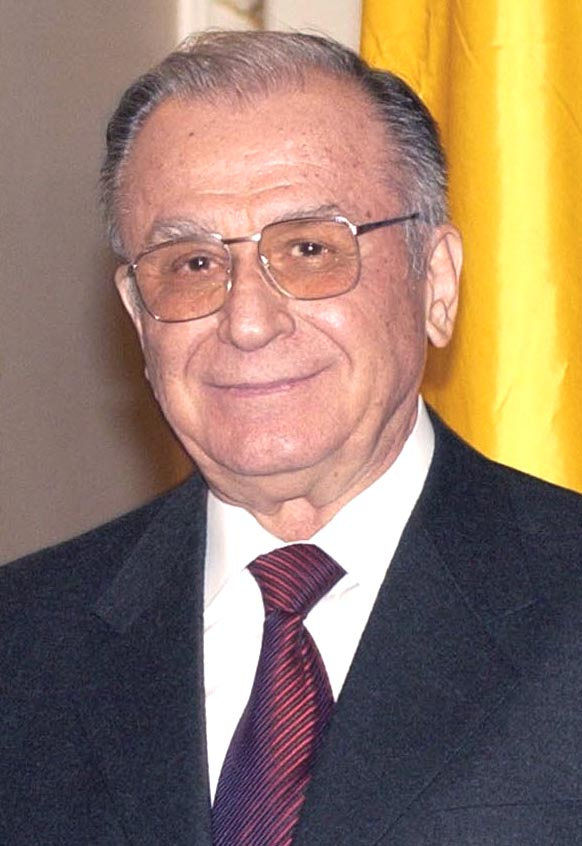
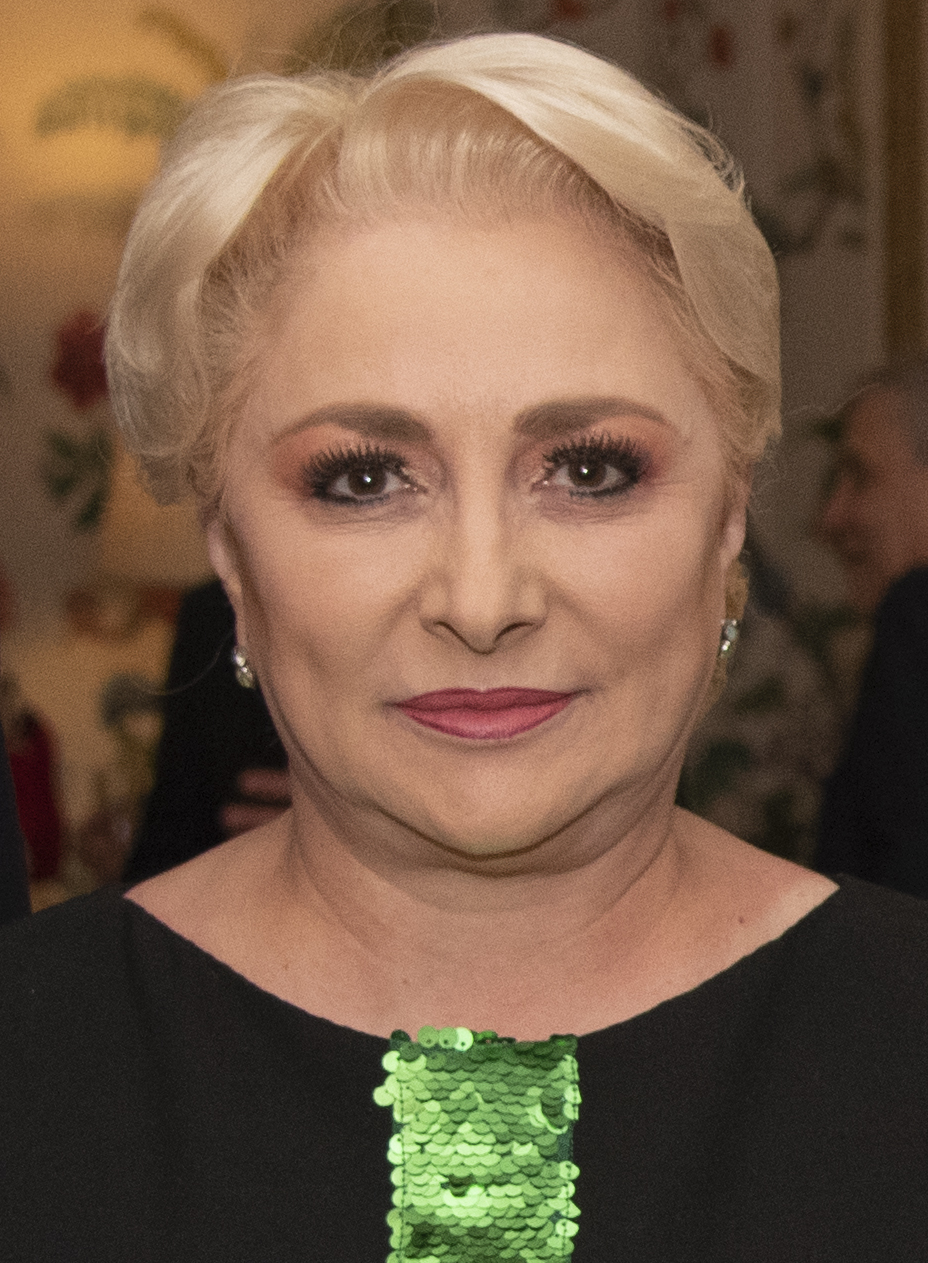
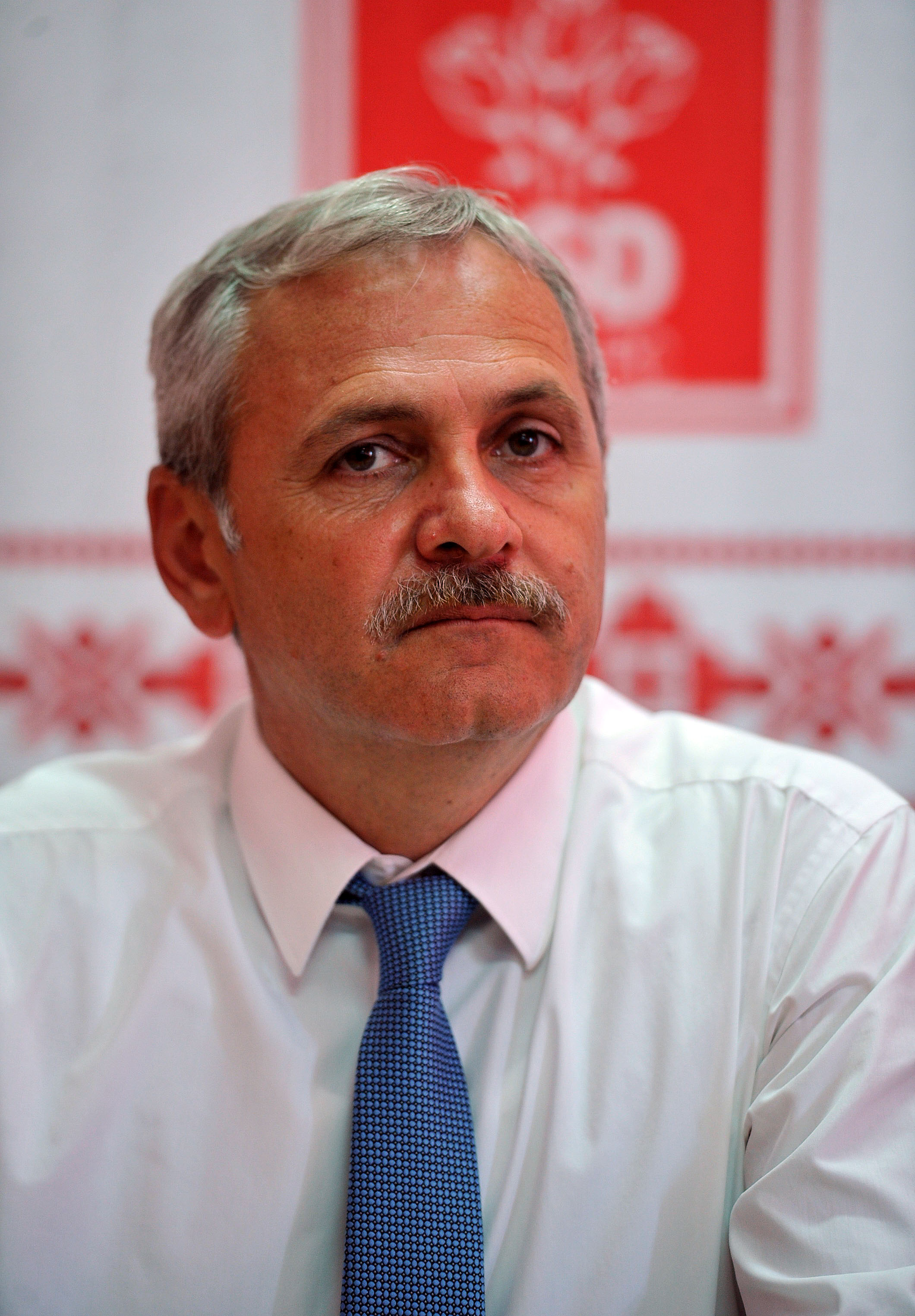
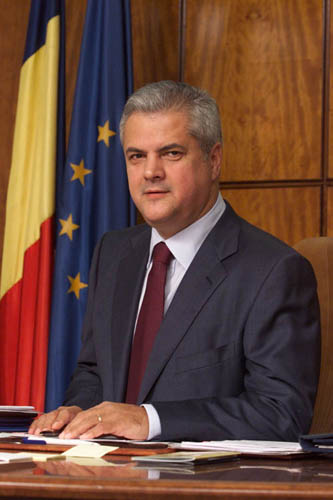

## أعضاء بارزون
- كود سباركل
- تحديث القائمة